# Расінг де Бобо
Расінг де Бобо-Діулассо або просто «Расінг де Бобо» (фр. Racing Club de Bobo-Dioulasso) — професіональний футбольний клуб з Буркіна-Фасо, який представляє місто Бобо-Діуласо.

## Історія
Расінг де Бобо виник в 1949 році в результаті злиття клубів «Уніон Депортіва Боболайсе» та «Уніон Суданайсе Бобо-Діуласо». УСБ був спадкоємцем клубу «Того-Дахо Бобо-Діуласо», який було засновано ще в 1935 році, до того ж це найстаріший в регіоні футбольний клуб. Клуб використовує форму білого та чорного кольорів, але спочатку мав білі футболки з чорними вертикальними смугами. «Расінг» походять з району Діаррадугу, завдяки чому й отримали прізвисько «Пантери Діаррадугу».

## Досягнення
- Прем'єр-ліга Буркіна-Фасо
  -  Чемпіон (4): 1972, 1996, 1997, 2015

- Кубок Буркіна-Фасо
  -  Володар (7): 1961, 1962, 1984, 1987, 1995, 2007, 2014

- Суперкубок Буркіна-Фасо
  -  Володар (2): 1994/95, 2013/14

- Кубок Лідера Буркіна-Фасо
  -  Володар (3): 1993, 1997, 1998

## Статистика виступів на континентальних турнірах
| Сезон | Турнір                     | Раунд      | Клуб                  | Вдома | На виїзді | Загалом |
| ----- | -------------------------- | ---------- | --------------------- | ----- | --------- | ------- |
| 1984  | Кубок володарів кубків КАФ | 1          | МК Алжир              | 2-0   | 0-4       | 2-4     |
| 1985  | Кубок володарів кубків КАФ | Попередній | АСК Трарза            | т.п.1 | т.п.1     | т.п.1   |
| 1994  | Кубок КАФ                  | 1          | УС Шауя               | 2-1   | 1-3       | 3-4     |
| 1997  | Ліга чемпіонів КАФ         | Попередній | Джуніор Профешшионалс | 1-0   | 0-2       | 1-2     |
| 1998  | Ліга чемпіонів КАФ         | 1          | АСЕК Мімосас          | 1-0   | 1-4       | 2-4     |
| 2015  | Кубок конфедерації КАФ     | Попередній | Уоррі Вулвс           | 0-1   | 0-3       | 0-4     |
| 2016  | Ліга чемпіонів КАФ         | Попередній | Стад Мальєн           | 0-1   | 1-3       | 1-4     |

1- РК Боко покинув турнір.

## Відомі гравці
- Бурейма Гальман
- Адама Гіра
- Умару Небіє
- Тангю Барро
- Амаду Кулібалі
- Мусса Уаттара
- Усман Сану
- Мамаду Зонго